# Родионов (хутор)
Родио́нов — хутор в Новоалександровском районе (городском округе) Ставропольского края России. 

## География
Расстояние до краевого центра: 46 км. Расстояние до районного центра: 32 км.
Хутор находится на юго-западном берегу Новотроицкого водохранилища, недалеко от населённого пункта расположен Новотроицкий природный заказник.

## История
До 1 мая 2017 года входил в упразднённый Краснозоринский сельсовет.

## Население
| 1989 | 2002 | 2010 | 2014 | 2023 |
| ---- | ---- | ---- | ---- | ---- |
| 233  | ↗319 | ↗325 | ↘300 | ↘297 |

По данным переписи 2002 года, 87 % населения — русские.

## Инфраструктура
ФАП. Открыт в 2023 году.

## Транспорт
Через хутор ходят автобусы по маршруту «Изобильный — Филимоновская» и «Филимоновская — Изобильный». Автобусной связи между Родионовым и райцентром — городом Новоалександровском — не существует.
Автомобильный транспорт
Через хутор проходит региональная трасса  07К-038 "Новотроицкая — Сенгилеевское", также в Родионове начинается автодорога местного значения на Равнинный, связывающая хутор с Новоалександровском.

## Памятники
- Могила младшего лейтенанта Ю. А. Гаркуши, погибшего в борьбе с фашистами[9]

## Кладбище
К западу от хутора расположено общественное открытое кладбище площадью 3100 м².

## Археология
В сентябре 2007 года в балке Твердова в карьере между хутором Родионов и посёлком Равнинный был найден почти полный скелет южного слона (лат. Archidiskodon meridionalis), обитавшего в этих краях 1 — 1,8 млн лет назад. Эта находка относится к разряду уникальных, так как до сих пор в музеях мира хранилось всего 4 скелета ископаемых слонов этого вида